# Honoraire de conférencier
Un honoraire de conférencier ou cachet de conférencier (en anglais, honorarium) est un paiement accordé à une personne qui prend la parole lors d'un événement public.
Les conférenciers motivateurs, les hommes d'affaires, les animateurs de radio ou de télévision et les célébrités peuvent gagner des revenus importants en percevant des honoraires de conférencier. En 2013, 10 000 dollars américains étaient considérés comme une limite inférieure pour les orateurs américains des bureaux de conférenciers, 40 000 dollars représentaient un honoraire régulier pour les auteurs connus, et les politiciens célèbres demanderaient 100 000 dollars et plus.
En revanche, les conférenciers qui participent à des conférences scientifiques et à des événements similaires perçoivent rarement des honoraires importants, souvent ils ne reçoivent rien. Il arrive même que les conférenciers paient pour leur participation et leur présentation à une conférence, bien qu'il soit assez courant qu'ils soient récompensés par une invitation gratuite à l'événement. Les chercheurs et les universitaires considèrent les présentations à des conférences comme un honneur et une nécessité pour leur carrière, plutôt que comme un service. Les scientifiques qui deviennent des auteurs populaires ou qui deviennent autrement célèbres sont une exception, et peuvent gagner des sommes similaires à celles des célébrités.